# Церковь Донской иконы Божией Матери (Тула)
Храм Донской иконы Божией Матери (Донская церковь) — православный храм в Туле. Построен в 1995 году на месте одноимённого храма 1864 года постройки, разрушенного в советское время.

## Первый храм
На месте храма изначально было кладбище, но по регулярному плану Тулы 1779 года территория кладбища отводилась по жилую застройку. Западную, возможно, самую старую часть кладбища, сносить не стали — здесь, на пересечении улиц Заварной и Гольтяковской (нынешних Марата и Чапаева), в 1857—1864 годы возвели храм в честь Донской иконы Божией Матери. Проект храма разработал архитектор Тульского оружейного завода М. А. Михайлов. 3 февраля 1856 года этот проект был представлен в Санкт-Петербург, в департамент искусственных дел Главного управления путей сообщения и публичных зданий. В столичном ведомстве тульский проект был переделан и подан на Высочайшее утверждение императору Александру II, которое и состоялось 1 марта 1857 года.
На строительство решили пожертвовать собственные средства оружейники. Особенно велик был вклад Максима Лялина — 10 тысяч рублей. На строительство Донской церкви направили также часть денег, переданных императором Александром II в награду тульским оружейникам. Храм построили в «тоновском» стиле. Помимо главного престола, освящённого 27 сентября 1864 года, в храме имелось ещё два: правый — во имя Троицы (освящён 22 ноября 1864 года) и левый — во имя преподобного Максима Исповедника (освящён 17 января 1865 года).
В 1892 году при Донском храме начали возводить каменную двухъярусную колокольню, строительство которой продолжалось семь лет. В 1894 году при храме была открыта церковноприходская школа.
Донскую церковь закрыли согласно постановлению президиума Мособлисполкома от 16 февраля 1930 года. Её здание планировали использовать под детский сад или под Пулковскую районную библиотеку. Однако, эти проекты не осуществились и церковь была снесена.

Донская церковь в 1930-е годы
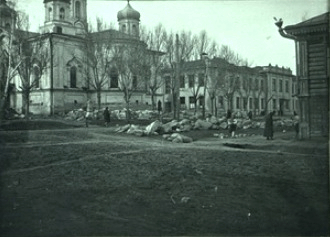
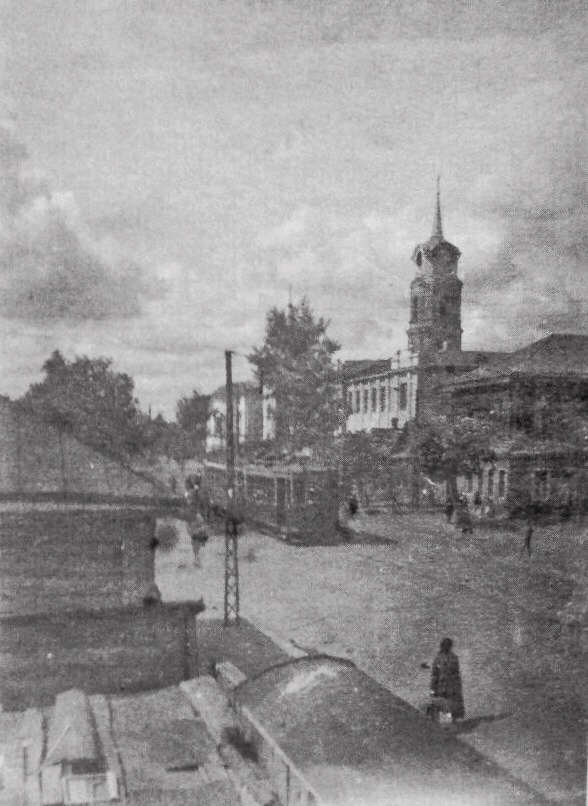

## Второй храм
В начале 1990-х годов археологи в скверике обнаружили основание старого храма. На этом месте по инициативе Владимира Могильникова, который в то время являлся главой администрации Пролетарского района, на добровольные пожертвования 97 трудовых коллективов и 49 частных лиц за короткое время был выстроен новый храм во имя иконы Божией Матери «Донская». Освятили его 6 мая 1995 года. Высота храма вместе с крестом составляет более 16 метров, внутренняя площадь — 77 м².